# Емануел Ласкер
Емануел Ласкер (на немски: Emanuel Lasker) е вторият световен шампион по шахмат – от 1894 до 1921 г. Бил е световен шампион най-продължително време – 27 години, и най-много пъти – 7. Той е един от първите петима гросмайстори в света: Ласкер, Капабланка, Алехин, Тараш и Маршал (1914 г., Санкт Петербург).

## Биография
Роден е на 24 декември 1868 г. в Берлинхен, Прусия (днешен Барлинек, Полша).
С шахматната игра се запознава на 10 години от по-големия си брат Бертолд Ласкер. Премества се да живее в Берлин, където учи в математическия факултет на университета. В официални шахматни състезания започва да участва от 1889 г. – на турнира в Бреслау получава званието „майстор“, а по-късно става професионалист. 
Известно време живее в Англия, където играе серия от мачове, побеждавайки всичките си съперници. През 1892 г. печели турнира в Лондон, името му става известно в целия свят и той предизвиква на мач д-р Зигберт Тараш, един от най-силните шахматисти в света по онова време. Тараш високомерно отказва срещата, но по ирония на съдбата след време самият той се стреми към мач с Ласкер, който се осъществява едва през 1908 г. През 1893 г. Ласкер гастролира в различни страни на американския континент и убедително печели всички мачове – например срещу Голмайо (+2 -0 =1), Васкес (+3 -0 =0), Шовалтер (+6 -2 =2), Етлингер (+5 -0 =0), и турнири, включително и този в Ню Йорк, като с играта си потвърждава, че той е достоен кандидат за световната титла. През 1894 г. изключително трудно е организиран мач с Вилхелм Щайниц за високото звание. Мачът се играе в Ню Йорк, Филаделфия и Монреал. На 26 май 1894 г. Ласкер убедително побеждава Щайниц с 12:7 (+10 -5 =4) и на 25 години става вторият световен шампион по шах. Интересно е да се знае, че както Щайниц, така и Ласкер достигат до световната титла, изминавайки един и същи път: Берлин, Лондон, Америка. Разликата обаче е в това, че Щайниц воюва за титлата почти половината си живот, докато на Ласкер били необходими само пет години. Ласкер защитава шахматната корона убедително и с голямо достойнство шест пъти срещу петима претенденти: 
- 1896 – 1897 г. в Москва: Ласкер – Вилхелм Щайниц 12,5:2,5 (+10 -2 =5)
- 1907 г. в САЩ: Ласкер – Франк Маршал 11,5:3,5 (+8 -0 =7)
- 1908 г. в Дюселдорф и Мюнхен: Ласкер – Зигберт Тараш 10,5:5,5 (+8 -3 =5)
- 1909 г. в Париж: Ласкер – Давид Яновски 8:2 (+7 -1 =2)
- 1910 г. във Виена и Берлин: Ласкер – Карл Шлехтер 5:5 (+1 -1 =8)
- 1910 г. в Париж: Ласкер – Давид Яновски 9,5:1,5 (+8 -0 =3)

През този период освен мачовете за световната титла той играе и на редица турнири, в които завършва на първо място: Петербург (1895 – 1896, 1909, 1914 г.), Нюрнберг (1896), Лондон (1899), Париж (1900), Берлин (1918) и др. 
Губи титлата неочаквано чак през 1921 г. в Хавана (притежава я 27 години) от кубинския шахматен гений Хосе Раул Капабланка. В мач от 24 партии след 14-а партия при резултат 5:9 (+0 -4 =10), изтощен физически и душевно, с явни признаци на влошено здравословно състояние, 52-годишният Ласкер сам прекратява мача и с философско спокойствие се отказва завинаги от шахматния престол. Така Ласкер поставя ненадминати и до днес рекорди като носител на шахматната корона: 
- най-продължително време световен шампион – 27 години непрекъснато (1894 – 1921);
- най-много пъти световен шампион – 7 пъти (1894, 1897, 1907, 1908, 1909, 1910, 1910);
- два мача за световната титла и два пъти световен шампион за една година (1910).

В следващите години обаче той играе успешно в много турнири, с което доказва, че въпреки възрастта си (над 55 години) и загубата на световната титла си остава един от най-силните шахматисти в света: Острава (1923) – първо място пред Рихард Рети, Макс Еве, Савелий Тартаковер, Ефим Боголюбов, Зигберт Тараш, Рудолф Шпилман и др.; Ню Йорк (1924) на световния гросмайсторски турнир, една от най-блестящите му турнирни победи – 16 точки от 20 срещи и първо място пред Хосе Раул Капабланка, Александър Алехин, Франк Маршал, Рихард Рети, Геза Мароци, Ефим Боголюбов, Савелий Тартаковер и др.; Москва (1925) – второ място след Боголюбов и пред Капабланка. 
След 9 години прекъсване на състезателната дейност Ласкер започва да играе отново и на турнира в Цюрих заема пето място. На турнира в Москва, вече 67-годишен, играе убедително, не губи нито една партия и се класира на трето място, само на половин точка пред разделилите 1 – 2 място Михаил Ботвиник и Сало Флор, като изпреварва Капабланка, Шпилман и др. По-късно бил принуден от хитлеристите да напусне родната си страна и да емигрира най-напред в Съветския съюз, където работи в математическия факултет на Академията на науките на СССР в Москва. В края на 1937 г. заминава със съпругата си за Амстердам, а оттам за САЩ, за да участва в сеанс на едновременна игра и да изнася лекции в Колумбийския университет. В Ню Йорк съпругата му заболява тежко и лекарите категорично забраняват пътуването ѝ през океана. Това принуждава Ласкер да остане до края на живота си на американския континент. 
Почива на 11 януари 1941 г. в болницата „Mount Sinai“ в Ню Йорк на 72-годишна възраст. По ирония на съдбата в същата болница една година по-късно умира неговият съперник и друг велик шахматист – Хосе Раул Капабланка. 

## Шахматен стил
Най-характерните особености на неговия шахматен стил са сложните комбинации и оригинални решения на умен, хитър и разнообразен шахматист. Играел борчески, сложно и оригинално. Изключително находчив в защитата, притежава ендшпилна техника, а в усложненията превъзхожда и най-опасните си съперници. Към всеки от противниците си подхожда индивидуално и на всеки поставя за разрешаване най-неприятните задачи. 
Ласкер е един от най-големите шахматни умове за всички времена. Доктор по математика и философия, той редува периодите на активна шахматна дейност с периоди на упорита и плодотворна работа над изследвания и трудове по математика и философия, които получават всеобщо признание. Алберт Айнщайн изказва дълбокото си съжаление, че този изключителен човек не се е посветил изцяло на науката. През 1895 г. Ласкер издава в Англия своята шахматна книга „Здравият смисъл в шахмата“. Тази книга, както и „Учебник за шахматната игра“, имат огромен успех, преведени са на много езици и са с важно значение за развитие на шахматната мисъл. 
Големият принос на Ласкер в шахматната мисъл е, че поставя основите на психологичния метод, без който днес не биха станали възможни големите постижения в съвременния шахмат. 